# Helmut Kentler
Le Dr. Helmut Kentler, né le 2 juillet 1928 et mort le 9 juillet 2008, est un pédophile et sexologue allemand, diplômé de l'université de Hanovre.
En 1979, il succède à Rolf Gindorf comme président de la Deutsche Gesellschaft für Sozialwissenschaftliche Sexualforschung (de).
Il est principalement connu pour le projet éducatif qui porte son nom, au cours duquel les autorités de Berlin-Ouest ont régulièrement placé des enfants chez des pédophiles et dont un certain nombre d'abus sexuels a été révélé en 2013. L'affaire est considérée comme « l'un des plus grands scandales éducatifs de l'histoire de l'après-guerre ».

## Projet Kentler
Helmut Kentler fait partie d'un courant pédagogique qui estime que les relations sexuelles entre adultes et enfants ne sont pas préjudiciables à ces derniers et ses écrits visent très clairement à légitimer ces actes.
De la fin des années 1960 à 2003, dans le cadre du projet Kentler, les autorités de Berlin-Ouest ont régulièrement placé des enfants sans abri chez des pédophiles, estimant qu'ils feraient des parents d’accueil adéquats,.
Personnalité reconnue du monde de la psychologie, il fait part régulièrement de son expertise dans des rapports au Sénat de Berlin. De 1966 à 1974, Kentler est chef de département au Centre pédagogique (PZ) de Berlin, qui est directement subordonné au sénateur chargé des écoles. Lorsque l'administration du Sénat exige que les publications « ne puissent être faites qu'après que la Chambre des représentants en a pris connaissance », le directeur fondateur Carl-Ludwig Furck démissionne en 1970 pour protester. Kentler, pour sa part, utilise sa position pour influencer la politique de l'administration du Sénat, pour laquelle il a également travaillé comme consultant et expert. Jusqu'au début des années 2000, il existe des postes de placement en famille d'accueil chez des pédophiles, certains d'entre eux ayant un casier judiciaire pour délits sexuels.
Dans le cadre du même projet, des enfants sont abusés à la Odenwaldschule, établissement d'enseignement libre fondé en 1910 puis fermé en 2014-2015, à la suite de la révélation d'abus sexuels sur des élèves durant les années 1970 et 1980.
Cette affaire est mise à jour en 2020 par l'université de Hildesheim qui rend des conclusions approfondies en 2021. Selon les scientifiques, ces cas sont clairement une « mise en danger du bien-être de l'enfance dans le cadre de la responsabilité publique. » La sénatrice de l'éducation Sandra Scheeres (de) (SPD) admet également que « les autorités ont échoué. »